# Graham Harrell
Graham Harrell (Brownwood, 22 maggio 1985) è un giocatore di football americano statunitense che gioca nel ruolo di quarterback nella National Football League (NFL) e attualmente è free agent. Firmò coi Green Bay Packers nel maggio 2010 dopo non essere stato scelto nel Draft NFL 2009. Al college ha giocato a football a Texas Tech.

## Carriera professionistica

### Pre-draft
Dopo la sua stagione da senior a Texas Tech  nella squadra di football americano dei Red Raiders, Harrell si dichiarò eleggibile per il Draft 2009 dove non venne selezionato. Egli si unì ai Cleveland Browns nel loro rookie camp disputato il primo fine settimana del maggio 2009 ma non venne firmato. UFL Access riportò che Harrell avrebbe lavorato nella United Football League nella squadra di Las Vegas.

### Saskatchewan Roughriders
Il 20 luglio 2009, Harrell firmò un contratto biennale coi Saskatchewan Roughriders della Canadian Football League.
Harrell fu svincolato dai Roughriders il 22 aprile 2010.

### Green Bay Packers
Harrell firmò coi Green Bay Packers il 19 maggio 2010. Fu svincolato il 4 settembre ma rifirmato per la squadra di allenamento il giorno successivo . Il 18 dicembre, Harrell fu promosso nel roster attivo a causa dell'infortunio occorso ad Aaron Rodgers. Il 3 settembre 2011, i Packers svincolarono Harrell ma lo rifirmarono nuovamente il giorno successivo ancora per la squadra di allenamento.
Il 7 dicembre 2011, i Packers promossero nuovamente Harrell nel roster regolare.
Il 24 agosto 2013, Harrell, superato da Vince Young nel ruolo di prima riserva di Rodgers, fu svincolato.

### New York Jets
Il 28 agosto 2013, Harrell firmò con i New York Jets. Dopo che i Jets firmarono Brady Quinn, il 2 settembre Harrell fu svincolato.

## Palmarès
- Super Bowl : 1

Green Bay Packers: Super Bowl XLV
- National Football Conference Championship: 1

Green Bay Packers: 2010

## Statistiche
| Partite totali      | 4    |
| Partite da titolare | 0    |
| Yard passate        | 20   |
| Touchdown           | 0    |
| Intercetti          | 0    |
| Passer rating       | 64,6 |

Statistiche aggiornate alla stagione 2012